# Loïc Kervella
Pour les articles homonymes, voir Kervella.
Loïc Kervella, né le 2 novembre 1993, est un céiste français. 

## Carrière
Il étudie à l'université Rennes 2 en filière STAPS.
Loïc Kervella remporte la médaille d'or en C2 par équipe aux Championnats du monde de slalom 2015 à Londres, après avoir terminé à la 3ème place de la finale de la coupe du Monde à Pau en 2015
Une deuxième place de la finale de C2 par équipe à la Coupe du monde de slalom 2014 est à noter.